# Hemipenthes sinuosus
Hemipenthes sinuosus är en tvåvingeart som först beskrevs av Christian Rudolph Wilhelm Wiedemann 1821.  Hemipenthes sinuosus ingår i släktet Hemipenthes och familjen svävflugor. Inga underarter finns listade i Catalogue of Life.